# كيفن هولتز
كيفن هولتز (بالفرنسية: Kevin Holtz)‏ هو لاعب كرة قدم لوكسمبورغي، ولد في 6 مارس 1993 في إيتلبروك في لوكسمبورغ. لعب مع FC Etzella Ettelbruck ‏.

## وصلات خارجية
- كيفن هولتز على موقع الاتحاد الأوربي (الإنجليزية)
- كيفن هولتز على موقع قاعدة بيانات كرة القدم.إي يو (الإنجليزية)
- كيفن هولتز على موقع ناشيونال فوتبول تيمز (الإنجليزية)
- كيفن هولتز على موقع Soccerway.com (الإنجليزية)
- كيفن هولتز على موقع عالم كرة القدم.نت (الإنجليزية)
- كيفن هولتز على موقع GSA (الإنجليزية)